# Гутан (остров)
Гутан (Пеликаний; азерб. Qutan adası) — остров в Каспийском море у средне-восточного побережья Азербайджана, в Пирсагатской бухте.  
Остров расположен в юго-восточной оконечности Пирсагатской гряды.  
С неба остров похож на пеликанa. Остров лежит в 6-7 км восточнее  побережья (3,9 км от острова Бабурий).  